# Мирний (Тогучинський район)
Мирний (рос. Мирный) — селище у Тогучинському районі Новосибірської області Російської Федерації.
Входить до складу муніципального утворення Коурацька сільрада. Населення становить 283 особи (2010).

## Історія
Згідно із законом від 2 червня 2004 року органом місцевого самоврядування є Коурацька сільрада.

## Населення
| 2002 | 2007 | 2010 |
| ---- | ---- | ---- |
| 297  | ↗315 | ↘283 |